# Sepp-Huber-Hütte
Die Sepp-Huber-Hütte ist eine private bewirtschaftete Hütte und Stützpunkt des Alpinismus am Kasberg im oberösterreichischen Salzkammergut am Nordrand der Nördlichen Kalkalpen. Sie ist ein Vertragshaus des Österreichischen Alpenvereins und eine ehemalige Alpenvereinshütte.

## Lage
Die Hütte liegt im Bezirk Gmunden auf dem Gebiet der Gemeinde Grünau im Almtal auf 1506 Metern Höhe. Sie ist im Sommer von ca. Anfang Mai/Juni bis Oktober und im Winter bei Skibetrieb von Dezember bis zum Ende der Wintersaison geöffnet. Die Hütte liegt nahe der Bergstation der Kasbergbahn und verfügt über 30 Schlafplätze im Bettenlager.

## Geschichte
Ein erstes Haus wurde schon im 16. Jahrhundert als Sommerhaus des Stiftes Kremsmünster zur Erholung der Mönche erbaut. 1694 wurde es an die Familie Steinmaurer verkauft und zu Beginn des 18. Jahrhunderts durch einen Sturm zerstört. Unweit davon wurde an geschützter Stelle die neue Hütte erbaut. Ein 1664 ursprünglich eingemauerter Gedenkstein wurde in die neue Hütte überführt und ist dort nun eingemauert. Schon im 19. Jahrhundert erfolgte eine erneute touristische Nutzung des Kasbergschwaig auf der Grünauer Kasbergalm. 1902 erfolgte eine Erweiterung zu einem Unterkunftshaus. Die Sektion Wels des Österreichischen Alpenvereins erwarb 1959 die Kasberghütte und nannte sie in Sepp-Huber-Hütte um. 1984 wurde sie vom Alpenverein wieder verkauft.

## Namensgebung
Die Hütte ist nach Sepp Huber benannt, einem österreichischen Alpinisten, der als Vorstandsmitglied der 1882 gegründeten Sektion Wels des ÖAVs maßgeblich an der systematischen, touristischen und alpinen Erschließung des Almtales und des Toten Gebirges beigetragen hat.

## Gipfelbesteigungen
- Spitzplaneck (1613 m), ca. 45 min
- Kasberggipfel (1747 m), ca. 1,5 Stunden